# Anjalazala
Anjalazala est une commune urbaine malgache située dans la partie centre-ouest de la région de Sofia.

## Géographie
La ville se situe sur la route nationale 32 entre Antsohihy et Befandriana-Avaratra.